# Lufy
LufyMakes YouUp dit Lufy est une vidéaste et blogueuse belge d'origine italienne, spécialisée dans la mode, les produits de beauté et le style de vie.

## Biographie
Lufy a réalisé un bachelier à la faculté de traduction et d'interprétation de l'École d'interprètes internationaux à Mons[réf. nécessaire]. Elle s'est ensuite lancée dans un master en communication.

## YouTube
Le 29 février 2012, Lufy crée sa première chaîne YouTube officielle, « LufyMakes YouUp » qui vise à centraliser des vidéos de maquillage qu'elle réalise et diffuse au sein de groupes Facebook privés. Elle décide ensuite de se lancer complètement dans la réalisation de ses vidéos et la gestion de sa chaîne,,,. La chaîne est axée principalement sur le maquillage, la mode et lifestyle et a un rythme de publication d'une vidéo minimum par semaine. Elle atteint un million d'abonnés fin 2017.
Lufy participe à des collaborations rémunérées avec plusieurs marques. Une dizaine de marques lui envoient régulièrement des produits ; elle choisit ensuite d'en parler ou non. 
En 2019, Lufy lance une crème en collaboration avec HelloBody. Elle crée d’abord un masque capillaire, « Lufy Shine », à l'huile d’argan. Elle revient ensuite en juin avec un masque de nuit « Lufy Rêve ». À chaque collaboration, la marque reverse un certain montant à une association.

## Autres activités
En septembre 2017, Lufy est invitée à participer à l'émission télévisée Place royale, où elle analyse des looks de célébrités. Elle devient également égérie de L'Oréal.
En novembre 2017, Lufy et son compagnon, Enzo, sont invités par le Parlement européen dans l’optique d’échanger sur la communication à l’ère digitale,.
En août 2018, Lufy présente une nouvelle émission sur TFX: Beauty Match. Lufy a également signé pour se relancer dans une deuxième saison de l’aventure Beauty Match : le choc des influenceuses. Ses fans pourront donc la retrouver à partir du 19 août, tous les jours à 16h30 sur TFX. 
Pour l’influenceuse belge, la première saison avait été très enrichissante et c’est la raison pour laquelle elle n’a pas hésité à se relancer dans l’aventure . Le but de l’émission est le suivant : 3 influenceuses s’affrontent toutes les semaines et relookent chaque jour une personne. A la fin de la compétition et donc de la semaine, une influenceuse remporte un chèque de mille euros, attribué par Lufy.
Depuis Février 2023 elle intègre le jury de Drag Race Belgique diffusé sur Tipik.

## Récompenses
En 2018, Lufy est désignée « influenceuse pop culture française » de l’année par le public des People’s Choice Awards, à Los Angeles. Elle dédie ce prix, qui « récompense des années de travail », à sa communauté, ses abonnés qu’elle surnomme « mes petites biches » .
La seconde édition des E! People's Choice Awards 2019 s'est déroulée le dimanche 10 novembre aux Etats-Unis. Cette année encore, elle est nommée dans la catégorie E! People’s Choice Awards de l’influenceuse française de l’année , mais ne remporte pas le prix. 